# シボレー・ビート
シボレー・ビート（Chevrolet Beat)は、アメリカ合衆国の自動車ブランド、シボレーのコンパクトサイズのコンセプトカーである。
2007年のニューヨーク国際オートショーにGMの世界戦略車として出展。インターネットによる投票で量産を決定した。デザインは韓国・仁川広域市のGMデザインスタジオで行われ、GM大宇と共同で製作した。前輪駆動で、1200ccターボを搭載。
ビートはその後、2009年1月の北米国際オートショーにて3代目シボレー・スパーク（M300型）として市販化された。市販モデルでは5ドアに改められている。なお、ビートの車名は2010年1月に発表されたインド仕様車で再び使用されている。
この他、映画『トランスフォーマー: リベンジ』にも登場している。